# 북캅카스어족

북캅카스어족은 종래의 북서캅카스어족과 북동캅카스어족을 포괄하는 상위 개념으로 제안된 어족이다. 이 경우 종래의 북서캅카스어족과 북동캅카스어족은 이 어족의 하위 어파가 된다.

## 분류
- 북서캅카스어족 (북서캅카스어파)
- 북동캅카스어족 (북동캅카스어파)

## 같이 보기
- 데네캅카스어족